# Vanne proportionnelle
Pour les articles homonymes, voir vanne (homonymie).

Schéma d'une valve proportionnelle

Une vanne proportionnelle (proportioning valve ou P-valve en anglais) est un mécanisme qui s'appuie sur un effet statique pour réduire la pression d'un fluide en sortie de celle-ci. Un exemple simple est celui où la charge du ressort applique une force qui réduit la pression de sortie.
Les vannes proportionnelles étaient fréquemment utilisés en automobile avant la généralisation des ABS en tant que répartiteur de freinage. Elles étaient utilisées pour réduire la pression du liquide de frein sur les freins arrière afin d'éviter un blocage des roues arrière lors d'un freinage appuyé. On utilise désormais des répartiteurs électroniques de freinage, conjointement avec l'ABS.
Même si ce n'est pas un composant très coûteux et complexe à produire, il nécessite cependant des machines de haute précision pour en assurer la fiabilité et la longévité indispensable à un système de freinage.